# Brendan O'Regan
Brendan O'Regan (1917–2008) fue un empresario irlandés responsable del desarrollo del aeropuerto de Shannon, la invención del concepto de tienda libre de impuestos y la transformación de la región de Shannon en Irlanda. Estuvo implicado en la promoción de la paz en Irlanda del Norte y la cooperación entre la República de Irlanda e Irlanda del Norte. Ha sido descrito como uno de los "embajadores de paz e iniciadores de proyectos comerciales e industriales más destacados" de Irlanda. En un homenaje a él, la presidenta Mary McAleese dijo que O'Regan fue "un verdadero visionario" y "deja un legado que impregna todos los niveles de la vida económica, social y cultural de Irlanda".

## Primeros años de vida
Nacido en Sixmilebridge, cCondado de Clare en 1917, O'Regan tomó clases en Blackrock College. Estudió administración hotelera en Alemania, Francia, Suiza y el Reino Unido, ya que su familia tenía hoteles (el Old Ground Hotel en Ennis y el Falls Hotel en Ennistymon).

## Carrera profesional

### Carrera temprana
Durante un tiempo, fue gerente del Stephen's Green Club en Dublín. En 1943, fue nombrado director de cátering en la base de hidroaviones de Foynes, que era un punto de reabastecimiento de combustible para los hidroaviones transatlánticos entre Gran Bretaña y los Estados Unidos.

### Aeropuerto de Shannon
En 1945, fue nombrado director de cátering en el aeropuerto de Shannon . Desde este puesto, se embarcó en una serie de proyectos que transformaron la región de Shannon, muchos de los cuales se replicaron internacionalmente. En 1947, inventó el concepto de la tienda libre de impuestos del aeropuerto y estableció la primera tienda libre de impuestos del mundo en el aeropuerto de Shannon. En 1951 estableció el Shannon College of Hotel Management.

### Shannon Free Zone
En 1961, fue el impulsor clave en el establecimiento de la única agencia de desarrollo regional de Irlanda, Shannon Free Airport Development Company . Desarrolló la Shannon Free Zone, un modelo para zonas similares establecidas en todo el mundo. Fue presidente de Bórd Fáilte, la agencia encargada del desarrollo del turismo de Irlanda de 1957 a 1973. Después de una visita a los Estados Unidos en el marco del Plan Marshall, redactó un informe que se convirtió en el modelo de una visión de Shannon que gira en torno al turismo, el transporte aéreo y la industria.

### Ciudad y región de Shannon
El éxito del aeropuerto y la zona industrial condujo al desarrollo, encabezado por O'Regan, de la ciudad de Shannon, la primera ciudad de nueva fundación en Irlanda en más de dos siglos. Fue responsable de iniciativas como convertir el Castillo de Bunratty en una atracción turística con la cooperación de su propietario Lord Gort, el modelo para iniciativas similares en el Castillo de Knappogue y el Castillo de Dunguaire .

## Paz y cooperación
En 1978, O'Regan fundó Co-Operation North (ahora Co-operation Ireland ), una organización aconfesional y apolítica destinada a fomentar la cooperación entre la República de Irlanda e Irlanda del Norte. En 1984, estableció el Instituto Irlandés de la Paz (Irish Peace Institute) para promover la paz y la reconciliación en la isla de Irlanda. También fundó el Centro para la Cooperación Internacional (Centre for International Co-operation) en Shannon en 1986.

## Honores y homenajes
Recibió una serie de homenajes por su trabajo. Fue nombrado Comandante de la Orden del Imperio Británico (CBE) en 1993 por su contribución a la paz. Fue votado como "Clarense del Año" en 1984 y se le entregaron las llaves de la ciudad de Limerick en 1995. Recibió varios doctorados honoraris causa, incluyendo universidades como la Universidad Nacional de Irlanda en 1978, la Universidad de la Reina de Belfast en 1999 y la Universidad de Limerick en 2001.
En febrero de 2007, el Museo de Clare realizó una exposición, inaugurada por el entonces Taoiseach Bertie Ahern para mostrar sus logros.
En 2015, Heather Humphreys, ministra de Artes, Patrimonio y Gaeltacht, presentó un retrato de O'Regan en el Foynes Flying Boat and Maritime Museum.
Varias iniciativas llevan su nombre, incluido el Parque O'Regan, una instalación deportiva y recreativa en Newmarket-on-Fergus, y tres restaurantes, uno en el Foynes Flying Boat and Maritime Museum, otro en el aeropuerto de Shannon y el tercero en el Old Ground Hotel.

## Vida personal y muerte
En 1950 se casó con Rita Barrow y tuvieron dos hijos, Andrew y Declan, y tres hijas, Geraldine, Margaret y Carmel. Murió el 1 de febrero de 2008, a los 90 años.

## Centenario en 2017
El Aeropuerto de Shannon anunció que conmemoraría en 2017  el centenario del nacimiento de O'Regan, descrito como "el fundador del Aeropuerto de Shannon y el hombre detrás de muchas de las grandes innovaciones de la región". En consonancia con un llamamiento del Consejo del Condado de Clare, se inauguró una escultura de busto de bronce del Dr. O'Regan en el aeropuerto de Shannon para conmemorar esta efeméride el 15 de mayo de 2017 (centenario de su nacimiento) y el programa Nationwide de RTÉ dedicó un transmisión especial a su legado el 27 de septiembre de 2017. The Irish Times publicó una valoración global de su carrera vital en 2018.